# Токарувка
Токарувка (пол. Tokarówka) — село в Польщі, у гміні Жулкевка Красноставського повіту Люблінського воєводства.
Населення — 181 особа (2011).
У 1975-1998 роках село належало до Замойського воєводства.

## Демографія
Демографічна структура станом на 31 березня 2011 року:
|          | Загалом | Допрацездатний вік | Працездатний вік | Постпрацездатний вік |
| -------- | ------- | ------------------ | ---------------- | -------------------- |
| Чоловіки | 84      | 12                 | 61               | 11                   |
| Жінки    | 97      | 20                 | 45               | 32                   |
| Разом    | 181     | 32                 | 106              | 43                   |